# Andreas Michalakopoulos

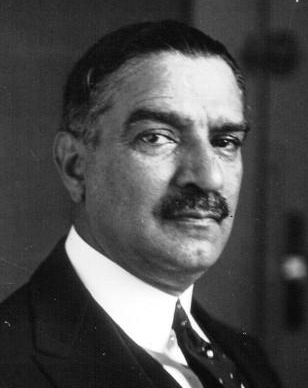
Andreas Michalakopoulos in 1927.

Andreas Michalakopoulos (Grieks: Ανδρέας Μιχαλακόπουλος) (Patras, 17 mei 1876 - Athene, 7 maart 1938) was een belangrijk Grieks liberaal politicus die van 7 oktober 1924 tot 26 juni 1925 premier van Griekenland was.

## Levensloop
Andreas Michalakopoulos was een van de eerste leden van de Liberale Partij en was meer dan 20 jaar een dicht contact met de oprichter van de partij, de Griekse staatsman Eleftherios Venizelos. Hij namen met Venizelos deel aan de onderhandelingen voor het Verdrag van Sèvres en de Vrede van Lausanne en was als minister van Buitenlandse Zaken de medeondertekenaar van de Grieks-Turkse Vriendschapsconventie op 30 oktober 1930.
Hij had belangrijke ministerposten in verschillende regeringen geleid door Eleftherios Venizelos, Alexandros Zaimis en Konstantinos Tsaldaris. Van 1924 tot 1925 was hij ook eerste minister. Zo was hij:
- Minister van Economie (1912-1916)
- Minister van Landbouw (1917-1918 en 1920)
- Minister van Militaire Zaken (1918)
- Minister van Buitenlandse Zaken (1928-1933)

Wegens zijn oppositie tegen het militaire dictatorschap van Ioannis Metaxas, werd Michalakopoulos in 1936 in politieke ballingschap gezonden naar Paros. In 1938 stierf hij in Athene.
Hij werd begraven op het Eerste Kerkhof van Athene.
- Gemeinsame Normdatei: 139673199
- International Standard Name Identifier: 0000 0000 7262 4403
- Library of Congress Control Number: nr95002295
- Istituto Centrale per il Catalogo Unico: CUBV112098
- Virtual International Authority File: 34343453
- WorldCat: E39PBJgX9XmMWfH88mJVFrt7pP